# Чамлъджа джамия
Голямата джамия Чамлъджа (на турски: Büyük Çamlıca Camii) е комплекс за ислямско поклонение, който е завършен и открит на 7 март 2019 г. Джамията стои на хълма Чамлъджа в район Юскюдар в Истанбул и се вижда от по-голямата част от центъра на града. Комплексът включва художествена галерия, библиотека и конферентна зала. Той може да побере до 63 000 богомолци наведнъж (може да побере до 100 000 души в случай на земетресение).
Цената на джамията е 110 милиона щатски долара (приблизително 550 милиона турски лири по това време). Планирането на джамията Чамлъджа започва през 2000 г. и е ръководено от две жени архитекти, Бахар Мъзрак и Хайрие Гюл Тоту. Техният дизайн спечелва втора награда в конкурс за измисляне на нещо подходящо.
Джамията е официално открита на 3 май 2019 г. от настоящия президент на Турция Реджеп Тайип Ердоган. Няколко световни лидери присъстват на церемонията, включително президентът на Сенегал Маки Сал, президентът на Гвинея Алфа Конде, президентът на Албания Илир Мета, палестинският министър-председател Мохамад Щайе и други чуждестранни високопоставени лица.
Джамията Чамлъджа е едва третата джамия в Турция, която има шест минарета (след Султан Ахмед джамия в Истанбул и джамията Сабанджъ Меркез в Адана).
През 2022 г. се работи по добавяне на отклонение на линията на метрото M4 от Kадъкьой, за да се включи спирка при джамията Чамлъджа.

## Архитектура
Дизайнът на джамията е вдъхновен от класическата османска архитектура и произведенията на Мимар Синан.
Екстериорът на джамията е описан като „огромна кутия, прикрепена към двор с колонада; на върха на кутията куполи и полукуполи се гъмжат около нисък централен купол, увенчан със златен финил с форма на полумесец“. Външният дизайн може да е повлиян от Синан, но „използването на бетон е превърнало структурните устройства на Синан - куполните клъстери, например, които той използва, за да разсее натиска надолу на главния купол - до просто украшение“. Предполага се, че е проектирана да съперничи на известната джамия Сюлеймание на Синан, от другата страна на Босфора от европейската страна на Истанбул.
На 72 метра височина главният купол на джамията Чамлъджа символизира 72-те нации, живеещи в Истанбул, Турция; куполът, обхващащ 34 метра, представлява град Истанбул (34 е автомобилния код на града). Основният купол е широк 3,12 метра, висок 7,77 метра и тежи 4,5 тона. Портите на джамията са едни от най-големите вътре в място за поклонение в света - главната порта е дълга 5 метра, висока 6,5 метра и тежи 6 тона.
Финиалът на джамията Чамлъджа - най-голямата в света - е оцветен с помощта на нанотехнология.

### Минарета
Джамията Чамлъджа има шест минарета, които представляват шестте предмета на ислямската вяра (иман). Четири от шестте минарета разполагат с три балкона, които са високи 107,1 метра в знак на признание за победата на селджуките при Манцикерт през 1071 г. Другите две минарета имат два балкона и са високи 90 метра. Четири от минаретата са центрирани около централния купол, а другите две са във външните краища на джамията.

### Интериор
Интериорът на джамията е проектиран с по-минималистичен подход. Двете жени дизайнери казват, че използването на „светлина, цвят, стъкло, орнаменти и калиграфия“ има за цел да накара хората да се чувстват по-духовни в пространството.

### Комплекс
Джамията Чамлъджа разполага с музей, подземен паркинг с място за 3500 превозни средства, художествена галерия, библиотека, конферентна зала и детски заведения. Художествената галерия обхваща 3500 квадратни метра, докато библиотеката заема 3000 квадратни метра. Конферентната зала може да побере до 1071 души, а джамията разполага с осем художествени работилници.
През април 2022 г. нов Музей на ислямските цивилизации отваря врати като част от комплекса на джамията.

## Женски дизайн и специфични женски характеристики
Дизайнът на джамията Чамлъджа е на две жени архитекти, Бахар Мъзрак и Хайрие Гюл Тоту, които планират да създадат джамия, която е „удобна за жените“, която използва положително утвърждение за жените. Планирането включва отделно пространство за жените, които да се измиват преди молитва, отделен асансьор до местата за молитва и детско заведение. Отделното молитвено пространство за жени се намира в централната зала на джамията и побира до 600 богомолци. Детското заведение разполага с детска площадка и паркинг. Архитектите заявяват, че искат да променят традицията повече мъже да посещават джамиите, отколкото жени, като проектират джамията Чамлъджа да бъде „удобна за жените“.

## Известни погребения
Първото забележително погребение, което привлича тълпи в джамията, е това, проведено за Kадир Mъсъроулу на 6 май 2019 г.

## Спорове
Като един от няколкото мегапроекта, предприети от управляващата партия Партия на справедливостта и развитието през втората половина на 2010-те, джамията Чамлъджа привлича голямо внимание, често отрицателно и положително.
Намо Абдула от Rudaw, кюрдска медийна мрежа, твърди, че изграждането на джамията противоречи на принципа на секуларизма в Турция.

## Галерия
- Двор на главния вход
- Западната част
- Панорама
- Общ изглед
- Интериор с главен купол в центъра
- Михраб
- Прозорец
- Прозорец
- Панел от плочки
- Вътрешен двор
- Декорация в двора
- Изглед от северната страна на платформата